# Fűzfasíp
A fűzfa síp Európa-szerte ismert népi hangadó játékszer. A furulyához hasonló felépítésű ajaksípos fúvós hangszer, de dallamjátékra nem alkalmas. Jellegzetesen fiúk játéka, de hasonló hangkeltő eszközöket felnőttek is használtak jeladásra. A rongykereskedők például ilyen hangszerrel hívták fel magukra a falu utcáit járva a figyelmet, erre utal másik elnevezése, a zsidósíp. Hívják még süvűtőnek, tilinkónak is.
Gyermek vagyok, gyermek lettem újra,
Lovagolok fűzfasípot fújva...

## Készítése
Kiinduló anyaga 8–20 mm vastagságú, 10–50 cm hosszú 2-3 éves csomómentes, sima fűzfa hajtás. Tavasszal készítik, mert ilyenkor a héj könnyen leválik róla. A héj leválasztása előtt az egyik végétől 1–3 cm-re bevágják a szélhasító nyílás helyét, a másik vége felé a héjat körbemetszik és a metszéstől kezdve lehántják a bélről. Ennél a csupasz résznél – foggal vagy kézzel – rögzítve lehet viszonylag könnyen a héjat lehúzni. Ezt úgy is segítik, hogy előtte a kés nyelével óvatosan körbeveregetik az anyagot, hogy könnyebben elváljon a héja. Az ütögetés közben rendszerint egy fűzfasíp-készítő mondókát ismételgetnek, hogy a héj ne sérüljön meg, hogy sikeres legyen a művelet. A jól meglazult fűzfahéjat ezután marokra fogják, és egy csavarintással lehúzzák a fáról.
A csupasz fának azt a végét, ami eredetileg a szélhasító nyílásnál volt, a bemetszés helyénél merőlegesen elvágják, a szélhasító felőli oldalából 1–2 mm-nyit lefaragnak. A csőbe visszahelyezve ez lesz a síp dugója, a lefaragott rész és a csőfal közötti rés pedig a fúvóka befúvórése. A rövidebb fűzfa sípokat az alsó végükön is bedugják – de itt légmentesen – a csupasz fa megfelelő végéből levágott darabkával, így mélyebben szólal meg.
Gyerekjátéksípokat nem csak fűzfából, de ritkábban orgona, mogyoró héjából, vagy néha a tartósabb bodzából is készítettek. Az utóbbi esetben a népi furulyákhoz hasonlóan készül, a különbség csak annyi, hogy annál rövidebb, és legfeljebb csak néhány találomra elhelyezett hangképző nyílás van rajta.

## Fűzfasíp-készítő mondókák
| Jöjj meg, jöjj meg, tilinkó, Kesely lábú kis csikó Télbe, nyárba Minden esztendőbe (Hosszúpályi, Hajdú-Bihar vármegye, 1961.) Tilinka, guvadj meg, Máté f...a, suvadj meg. (? Székelyföld) | Kele-kele, fűzfa, Bödögei nyárfa. Gyünnek a törökök Síppal, dobbal, Nyári hegedűvel. Egy kisgyerek sípot kér, Adjunk neki, majd nem sír. Sót a bikának, Tejet a fiának, Furkósbotot az anyjának, Szart a Miskának. (Homokbödöge, Veszprém vármegye, 1962.) |